# Steve Hooker
Steve Hooker (ur. 16 lipca 1982 w Melbourne) – australijski lekkoatleta specjalizujący się w skoku o tyczce.
Złoty medalista igrzysk olimpijskich, mistrz świata oraz halowy mistrz globu. Dwa razy w karierze zwyciężał w igrzyskach Wspólnoty Narodów. Podczas igrzysk w Pekinie wynikiem 5,96 ustanowił rekord olimpijski. Lekkoatletami byli także rodzice Hookera – Erica Nixon, skoczkini w dal oraz ojciec – Bill, specjalizujący się w biegach na 400 i 800 metrów. Jego żoną jest Jekatierina Kostecka, rosyjska lekkoatletka, z którą ma syna Maxima.

## Kariera
Tuż za podium – na czwartej lokacie – uplasował się w swoim debiucie na dużej międzynarodowej imprezie podczas mistrzostw świata juniorów w Santiago (2000). Na uniwersjadzie w 2003 był jedenasty, a na igrzyskach olimpijskich w 2004 odpadł w eliminacjach. Bez powodzenia startował w 2005 na mistrzostwach świata. Pierwszy znaczący sukces odniósł w rodzinnym Melbourne, kiedy w 2006 wygrał rozgrywane tam igrzyska Wspólnoty Narodów. W kolejnym sezonie był dziewiąty na mistrzostwach globu w Osace. Pasmo sukcesów Hookera zaczęło się od zdobycia brązowego medalu podczas halowych mistrzostw świata w 2008. Kilka miesięcy później został w Pekinie mistrzem olimpijskim – stał się tym samym pierwszym Australijczykiem w historii, który sięgnął w skoku o tyczce po olimpijskie złoto. Zimą 2009 w sezonie halowym trzykrotnie przeskakiwał poprzeczkę zawieszoną na wysokości ponad 6 metrów, a latem tego roku zdobył tytuł mistrza świata. Na początku 2010 wygrał halowe mistrzostwa świata, a na koniec sezonu drugi raz w karierze tryumfował w igrzyskach Wspólnoty Narodów. Nie zaliczył żadnej wysokości w eliminacjach na mistrzostwach świata w Daegu (2011) oraz podczas igrzysk olimpijskich w Londynie (2012). Ciągłe problemy zdrowotne zmusiły go do ogłoszenia w 2014 zakończenia kariery.
Rekordy życiowe: stadion – 6,00 (27 stycznia 2008, Perth); hala – 6,06 (7 lutego 2009, Boston). Rezultat uzyskany przez Hookera w Bostonie (6,06) jest halowym rekordem Australii i Oceanii oraz czwartym wynikiem w historii światowej lekkoatletyki.

## Osiągnięcia

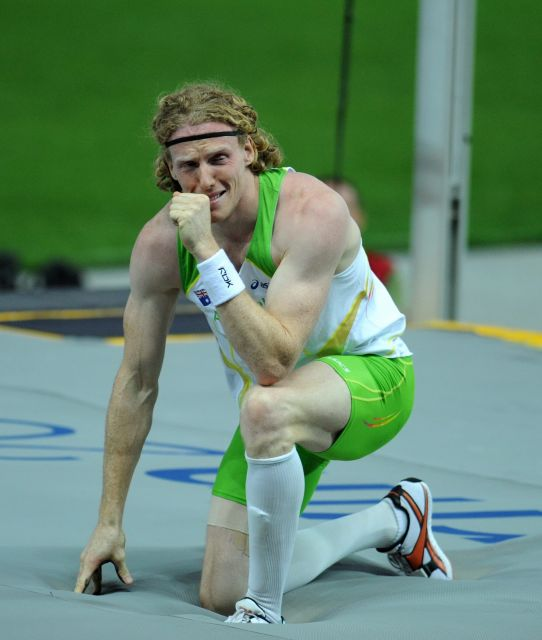
Tyczkarz podczas mistrzostw świata w Berlinie (2009)

| Rok  | Impreza                             | Miejsce    | Lokata            | Wynik |
| ---- | ----------------------------------- | ---------- | ----------------- | ----- |
| 2000 | Mistrzostwa świata juniorów         | Santiago   | 4. miejsce        | 5,20  |
| 2003 | Uniwersjada                         | Daegu      | 11. miejsce       | 5,10  |
| 2004 | Igrzyska olimpijskie                | Ateny      | el. – 29. miejsce | 5,30  |
| 2005 | Mistrzostwa świata                  | Helsinki   | el. – 17. miejsce | 5,45  |
| 2006 | Igrzyska Wspólnoty Narodów          | Melbourne  | 1. miejsce        | 5,80  |
| 2006 | Światowy finał lekkoatletyczny IAAF | Stuttgart  | 5. miejsce        | 5,75  |
| 2006 | Puchar świata                       | Ateny      | 1. miejsce        | 5,80  |
| 2007 | Mistrzostwa świata                  | Osaka      | 9. miejsce        | 5,76  |
| 2007 | Światowy finał lekkoatletyczny IAAF | Stuttgart  | 3. miejsce        | 5,81  |
| 2008 | Halowe mistrzostwa świata           | Walencja   | 3. miejsce        | 5,80  |
| 2008 | Igrzyska olimpijskie                | Pekin      | 1. miejsce        | 5,96  |
| 2009 | Mistrzostwa świata                  | Berlin     | 1. miejsce        | 5,90  |
| 2010 | Halowe mistrzostwa świata           | Doha       | 1. miejsce        | 6,01  |
| 2010 | Puchar interkontynentalny           | Split      | 1. miejsce        | 5,95  |
| 2010 | Igrzyska Wspólnoty Narodów          | Nowe Delhi | 1. miejsce        | 5,60  |
| 2011 | Mistrzostwa świata                  | Daegu      | –                 | NM    |
| 2012 | Igrzyska olimpijskie                | Londyn     | –                 | NM    |